# Niccolò De Vico
Niccolò De Vico (Monza, 19 luglio 1994) è un cestista italiano.

## Carriera
Dal 2009 fa parte delle giovanili della Pallacanestro Biella, con cui ha esordito in prima squadra in Serie A nel 2010. Inizia a far parte stabilmente del roster nel 2012-13.
Nel 2014 è stato convocato da Stefano Sacripanti per partecipare agli Europei Under-20 con la Italia under 20.
Nella stagione 2014/2015 trova più spazio e più fiducia da parte di coach Corbani, chiudendo con 5,2 punti, 2,3 rimbalzi e 1,1 assist, nel finale di stagione s'infortuna Alan Voskuil e così ai play-off si ritrova con maggiori responsabilità, ripaga il coach con 10,4 punti 2,7 rimbalzi e 0,4 assist.
Dopo sette anni da professionista a Biella, il 30 maggio 2017 firma in Serie A un biennale con opzione per una terza e una quarta stagione con la Pallacanestro Reggiana. Il 10 luglio del 2019 viene ingaggiato dalla Vanoli Cremona con cui si lega alla società lombarda fino al giugno 2022. Il 23 giugno 2020 si accasa Pallacanestro Varese firmando un contratto biennale. Il 20 luglio 2021 scende di categoria, per firmare con il Basket Torino in Serie A2 (pallacanestro maschile) dove copre il ruolo di capitano e collezionando due finali per la promozione in altrettante stagioni, nella stagione 2022/2023 si infortuna nella fase playoff nella serie contro Treviglio impedendogli di completare la stessa e giocarsi la finale contro Pistoia, valevole per la promozione nella massima serie, vinta in 4 partite dalla squadra toscana. Il giocatore classe 94 ha concluso la stagione con 13,2 punti di media, 5,4 rimbalzi e 2,3 assist. A fine maggio 2024 firma un contratto biennale con la New Basket Brindisi.